# L’Île-Cadieux
L’Île-Cadieux – miasto w Kanadzie, w prowincji Quebec, w regionie Montérégie i MRC Vaudreuil-Soulanges. Zajmuje cały obszar wyspy Cadieux, która należy do archipelagu Archipel d’Hochelaga i położona jest na jeziorze Lac des Deux Montagnes.

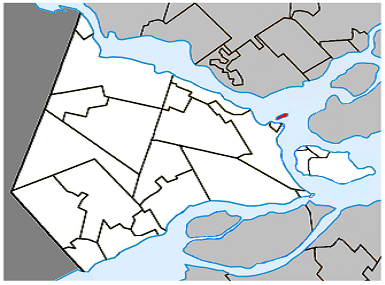
Położenie miasta na mapie MRC Vaudreuil-Soulanges

Liczba mieszkańców L’Île-Cadieux wynosi 128. Język francuski jest językiem ojczystym dla 40,0%, angielski dla 36,0% mieszkańców (2006).